# کازناکوفکا
کازناکوفکا (انگلیسی: Kaznakovka) یک شهرک در شهرستان تویمازینسکی استان باشقیرستان کشور روسیه است.